# Otto Hebecker
Otto Hebecker (* 4. November 1888 in Bentheim; † 28. März 1977) war ein deutscher Nautiklehrer.

## Leben
Hebecker besuchte von 1898 bis 1904 die Realschule in Otterndorf und ging danach in Hannover zur Schule, wo er 1907 die Reifeprüfung ablegte. Er studierte Mathematik und Physik in Berlin und Göttingen und legte im Mai und Juli 1912 das Doktorexamen und das Staatsexamen für das höhere Lehramt ab. Danach arbeitete Hebecker als Assistent an der Technischen Hochschule Hannover und leistete nebenher den Vorbereitungsdienst an zwei höheren Schulen ab, bevor er zunächst vier Jahre als Oberlehrer am Realgymnasium in Schwiebus und weitere sieben Jahre als Studienrat an der Oberrealschule in Brake lehrte. Zum April 1926 nahm Hebecker eine Lehrtätigkeit an der Seefahrtschule Elsfleth auf, von der er drei Jahre später zur Seefahrtschule in Övelgönne wechselte. In den Jahren 1943 bis 1945 arbeitete Hebecker als Wissenschaftler des Luftfahrtministeriums und lehrte in Hamburg über seinen Ruhestand im Jahr 1954 hinaus bis zum Februar 1958. 
Neben seiner Arbeit als Lehrer an der Seefahrtsschule war Hebecker Verfasser einiger Fachbücher und zahlreicher Fachartikel in verschiedenen Bereichen der Nautik. Hebecker war Mitarbeiter an der Hamburgischen Schiffbau-Versuchsanstalt und Mitglied des Fachausschusses Schiffssicherheit der Schiffbautechnischen Gesellschaft, für die er Vorträge hielt. Über viele Jahrzehnte trat Hebecker als Gutachter und Sachverständiger in Fragen der Schiffsstabilität, Schiffsfestigkeit und dem Seeverhalten der Schiffe auf. Besondere öffentliche Aufmerksamkeit erfuhr Hebecker dabei durch seine Arbeit für die Reederei Zerssen in der Untersuchung zum Untergang der Pamir, bei der er zu einem anderen Ergebnis kam als der Vorsitzende des Seeamtes, Amtsgerichtsrat Ekhard Luhmann in seinem Seeamtsspruch.
Hebecker erfand in Zusammenarbeit mit dem Unternehmen C. Plath in Hamburg ein „Stabilitätssextant“ genanntes Messinstrument zur Ermittlung der Schiffsstabilität.
Überdies beriet Hebecker bis ins hohe Alter die Papenburger Meyer Werft und brachte sich im Rahmen der deutsch-französischen Zusammenarbeit im Raumfahrtzentrum Courou ein.

## Schriften (Auswahl)
- Der elliptische Halbschatten-Kompensator von Brace : ein Beitrag zur Kenntnis der elliptischen Reflexionspolarisation an durchsichtigen Körpern, 1912, Dieterich, Göttingen
- Manövrierversuche mit Modellen, In: Werft-Reederei-Hafen, Springer, Berlin, 1934, S. 181ff
- Grundsätzliches zur Stabilitätsfrage, In: Hansa, Deutsche Schiffahrtszeitung, Mai 1940, S. 553ff, Schiffahrts-Verlag Hansa, Hamburg
- Stabilitätsüberwachung mit dem Plath'schen Stabilitätssextanten, In: Hansa, Deutsche Schiffahrtszeitung, Nr. 41, 1949, Schiffahrts-Verlag Hansa, Hamburg
- Stabilität in der Praxis : Eine Zusammenstellung einfacher Hilfsmittel zur schnellen Beurteilung der Stabilität und des Seeverhaltens, 1949, Seefahrtschule, Hamburg
- Der Werftkrängungsversuch, In: Schiff & Hafen, 1952, S. 205–206, Seehafen-Verlag, Hamburg
- Über die Bestimmung der Stampfeigenperiode eines Schiffes aus im Seegang gemessenen Stampfperioden, In: Schiff & Hafen, 1952, S. 521–524, Seehafen-Verlag, Hamburg
- Seegangsbetrachtungen zum Kentern des FD „Thor“ und der „Irene Oldendorff“, In: Seewart, Heft 1, 1953, S. 26ff
- Kentern und Untergang der "Pamir" als reine Seegangswirkung, In: Schiff & Hafen, 1958, S. 827–830, Seehafen-Verlag, Hamburg
- Schiffswellen und Schwellwirkung der HADAG-Bäderschiffe, In: Schiff & Hafen, Heft 3, 1960, S. 249ff, Seehafen-Verlag, Hamburg
- Ein bemerkenswerter Stabilitätsunfall, MS "Groverort", In: Schiff & Hafen, 1960, S. 267–269, Seehafen-Verlag, Hamburg
- Über zwei typische Revierkollisionen: Nord-Ostsee-Kanal "Karen Toet"/"Ligovo" und Elbe TS "Moselstein"/"D. Martagon", In: Schiff & Hafen, 1960, S. 809–813, Seehafen-Verlag, Hamburg
- Über die Notwendigkeit der Einführung der Trägheits-Ortung als Navigationsmittel der Zukunft und über die historische Entwicklung bis zur Gegenwart, In: Schiff & Hafen, 1961, S. 39–42, Seehafen-Verlag, Hamburg
- Stoppen aus voller Fahrt mit voller Rückwärtsleistung. In: Schiff & Hafen, 1961, Heft 4, Seehafen-Verlag, Hamburg
- Das Manöver "Mann über Bord", In: Schiff & Hafen, 1963, S. 963–966, Seehafen-Verlag, Hamburg